# Девојка на лошем гласу
Девојка на лошем гласу (енгл. Easy A) је америчка тинејџерска комедија из 2010. године, у режији Вила Глака за коју је сценарио написао Берт В. Ројал.
Филм је делимично инспирисан романом Скарлетно слово Натанијела Хоторна.
Главну улогу тумачи Ема Стоун, којој је ово уједно и прва главна улога и донела јој је номинацију за награду Златни глобус у категорији Најбоља глумица у играном филму (мјузикл или комедија). Филм је остварио добру зараду на биоскопским благајнама и наишао је на позитиван пријем код критичара.

## Радња
Средњошколка Олив, која је још невина, осећа се анонимном у својој школи. Kада је најбоља другарица Ријанон позове да проведе викенд са њеном породицом, Олив јој исприча лаж да ће изаћи са једним студентом са факултета. Следећег понедељка Ријанон одлази у купатило са Олив и пита је како је било на изласку, а Олив је слаже да је изгубила невиност. Међутим, једна девојка чује њихов разговор и прошири глас да је Олив промискуитетна. Олив постаје позната у школи. Она открива истину свом геј пријатељу Брендону, кога у школи малтретирају, и предлаже му да и он лаже како је спавао са девојком. Брендон је замоли да му помогне и Олив се претвара да је водила љубав са њим на једној журци. Потом и остали лоши ученици нуде Олив новац како би поправила њихов имиџ, али њен углед се срозава. Kада Олив изгуби контролу над ситуацијом, мораће да заузме став, како би је повратила.

## Улоге
| Глумац            | Улога              |
| ----------------- | ------------------ |
| Ема Стоун         | Олив Пендергаст    |
| Аманда Бајнс      | Меријен Брајант    |
| Пен Беџли         | „Вудчак“ Тод       |
| Кам Жиганде       | Мајка              |
| Томас Хејден Черч | господин Грифит    |
| Лиса Кудроу       | госпођа Грифит     |
| Али Мишалка       | Ријанон Абернати   |
| Ден Берд          | Брандон            |
| Патриша Кларксон  | Розмери Пендергаст |
| Стенли Тучи       | Дил Пендергаст     |
| Малком Макдауел   | директор Гибонс    |
| Фред Армисен      | пастор Брајант     |